# Lista odcinków serialu Star Trek: Enterprise
Poniżej przedstawiona jest lista wszystkich odcinków serialu Star Trek: Enterprise
| Sezon | Sezon | Odcinki | Oryginalna emisja   | Oryginalna emisja |
| Sezon | Sezon | Odcinki | Premiera sezonu     | Finał sezonu      |
| ----- | ----- | ------- | ------------------- | ----------------- |
|       | 1     | 26      | 16 września 2001    | 22 maja 2002      |
|       | 2     | 26      | 18 września 2002    | 21 maja 2003      |
|       | 3     | 24      | 10 września 2003    | 25 maja 2004      |
|       | 4     | 22      | 8 października 2004 | 15 maja 2005      |

## Sezon 1 (2001-2002)
| 1/2 | 1/2 | Broken Bow              | Początki                  | James Conway                          | Rick Berman & Brannon Braga                                       | 26 września 2001     |
| Jest rok 2151. Po tym, jak na polu w Oklahomie rozbija się klingoński statek, Jonathan Archer - kapitan prototypowego okrętu Enterprise - otrzymuje zadanie odwiezienia rannego Klingona na jego ojczystą planetę. |     |                         |                           |                                       |                                                                   |                      |
| 3 | 3   | Fight or Flight         | Łowcy niewolników         | Allan Kroeker                         | Rick Berman & Brannon Braga                                       | 3 października 2001  |
| Dwa tygodnie po rozpoczęciu misji eksploracji kosmosu, część załogi Enterprise zaczyna się śmiertelnie nudzić. Kosmos jest rozległy i wcale niełatwo trafić na coś ciekawego. Do czasu... |     |                         |                           |                                       |                                                                   |                      |
| 4 | 4   | Strange New World       | Nowy, obcy świat          | David Livingston                      | Rick Berman & Brannon Braga                                       | 10 października 2001 |
| Misja naukowa na pozornie spokojnej, pięknej obcej planecie może skończyć się tragicznie dla T’Pol, Tuckera, Mayweathera i dwójki załogantów. |     |                         |                           |                                       |                                                                   |                      |
| 5 | 5   | Unexpected              | Niespodzianka             | Mike Vejar                            | Rick Berman & Brannon Braga                                       | 17 października 2001 |
| Komander Tucker nie mógł się doczekać okazji do zbadania obcego statku. Teraz wreszcie ma szansę spędzić trochę czasu wśród obcych, jednakże efekty tego mogą być... niespodziewane. |     |                         |                           |                                       |                                                                   |                      |
| 6 | 6   | Terra Nova              | Terra Nova                | LeVar Burton                          | Rick Berman & Brannon Braga                                       | 24 października 2001 |
| Terra Nova - pierwsza ziemska kolonia w innym układzie słonecznym, a zarazem największa zagadka ostatnich dziesięcioleci. Siedemdziesiąt lat po ostatnim kontakcie z kolonią, kapitan Archer i załoga Enterprise otrzymują rozkaz sprawdzenia dlaczego Terra Nova zamilkła.                                                                                      |     |                         |                           |                                       |                                                                   |                      |
| 7 | 7   | The Andorian Incident   | Andorianie                | Roxann Dawson                         | Rick Berman & Brannon Braga & Fred Dekker                         | 31 października 2001 |
| Andorianie sądzą, że starożytny wolkański klasztor jest dla nich zagrożeniem. Pechowo zajmują go, szukając dowodów na potwierdzenie swoich przekonań. Pechowo dla Archera, Tuckera i T’Pol, którzy akurat wybrali się na zwiedzanie klasztoru... |     |                         |                           |                                       |                                                                   |                      |
| 8 | 8   | Breaking the Ice        | Kometa                    | Maria Jaquemetton & Andre Jaquemetton | Terry Windell                                                     | 7 listopada 2001     |
| Radość załogi Enterprise z możliwości zbadania nietypowej komety zakłócić może nieoczekiwane spotkanie z wolkańskim statkiem, który - jak się wydaje - od pewnego czasu podąża śladem Enteprise. A i sama kometa może sprawić nieprzyjemną niespodziankę... |     |                         |                           |                                       |                                                                   |                      |
| 9 | 9   | Civilization            | Cywilizacja               | Mike Vejar                            | Phyllis Strong & Mike Sussman                                     | 14 listopada 2001    |
| Załoga Enterprise odkrywa planetę, zamieszkaną przez humanoidalne istoty, których poziom rozwoju technicznego przypomina XIX-wieczną Ziemię. Kapitan Archer postanawia osobiście poprowadzić ekipę badawczą na planetę. |     |                         |                           |                                       |                                                                   |                      |
| 10 | 10  | Fortunate Son           | Piraci                    | LeVar Burton                          | James Duff                                                        | 21 listopada 2001    |
| Gwiezdna Flota nakazuje Archerowi udzielić pomocy ziemskiemu frachtowcowi o nazwie Szczęściarz, nękanemu przez nausicaańskich piratów. Jednak ku zdziwieniu Archera, załoga Szczęściarza przyjmuje ofertę pomocy bardzo chłodno... |     |                         |                           |                                       |                                                                   |                      |
| 11 | 11  | Cold Front              | Wycieczka                 | Robert Duncan McNeill                 | Stephen Beck & Tim Finch                                          | 28 listopada 2001    |
| Enterprise napotyka statek pełen pielgrzymów, których Archer zaprasza do siebie, nie zdając sobie sprawy, że wśród gości jest sulibański agent. |     |                         |                           |                                       |                                                                   |                      |
| 12 | 12  | Silent Enemy            | Zagadka                   | Winrich Kolbe                         | André Bormanis                                                    | 16 stycznia 2002     |
| Niezidentyfikowany okręt śledzi Enterprise, a następnie atakuje go, powodując poważne uszkodzenia. |     |                         |                           |                                       |                                                                   |                      |
| 13 | 13  | Dear Doctor             | Listy                     | James A. Contner                      | Maria Jaquemetton & Andre Jaquemetton                             | 23 stycznia 2002     |
| Załoga trafia na obcych, którzy desperacko potrzebują pomocy medycznej. Doktor Phlox stara się wynaleźć lekarstwo na dręczącą ich chorobę, jednakże wkrótce staje przed niespodziewanym dylematem. |     |                         |                           |                                       |                                                                   |                      |
| 14 | 14  | Sleeping Dogs           | Wdzięczność               | Les Landau                            | Fred Dekker                                                       | 30 stycznia 2002     |
| Załoga Enterprise napotyka uszkodzony obcy okręt, unieruchomiony w atmosferze gazowej planety. |     |                         |                           |                                       |                                                                   |                      |
| 15 | 15  | Shadows of P’Jem        | Wyjście                   | Mike Vejar                            | Rick Berman & Brannon Braga Mike Sussman                          | 6 lutego 2002        |
| Kapitan Archer dowiaduje się, że T’Pol otrzymała od swoich zwierzchników rozkaz opuszczenia Enterprise. Jednakże wiele może się jeszcze zmienić - podczas ostatniej, wspólnej misji T’Pol i Archer znów zostają porwani... |     |                         |                           |                                       |                                                                   |                      |
| 16 | 16  | Shuttlepod One          | Rozbitkowie               | David Livingston                      | Rick Berman & Brannon Braga                                       | 13 lutego 2002       |
| Podczas rutynowego badania pola asteroid, Trip i Reed tracą łączność z Enterprise. Co gorsza, wszystko wskazuje na to, że statek został zniszczony. Wahadłowiec, którym lecą, nie ma zbyt dużego zapasu powietrza, więc szanse na ratunek wydają się nikłe. Jak zachowają się obaj oficerowie w sytuacji, w której są niemal pewni, że czeka ich powolna śmierć? |     |                         |                           |                                       |                                                                   |                      |
| 17 | 17  | Fusion                  | Połączenie jaźni          | Rob Heddon                            | Rick Berman & Brannon Braga Phyllis Strong & Mike Sussman         | 27 lutego 2002       |
| Załoga Enterprise gości na pokładzie grupę nietypowych Wolkan - nie powstrzymują oni swoich emocji, lecz uczą się żyć z nimi. Jeden z przybyszów kusi T’Pol wizją bardziej emocjonalnego życia, Wolkanka staje przed trudnym dylematem. |     |                         |                           |                                       |                                                                   |                      |
| 18 | 18  | Rogue Planet            | Widma                     | Allan Kroeker                         | Rick Berman & Brannon Braga Chris Black                           | 20 marca 2002        |
| Badając nieznaną planetę, załoga Enterprise spotyka grupę obcych, polujących dla rozrywki na lokalną zwierzynę. |     |                         |                           |                                       |                                                                   |                      |
| 19 | 19  | Acquisition             | Ferengi                   | James Whitmore Jr.                    | Rick Berman & Brannon Braga Maria Jaquemetton & Andre Jaquemetton | 27 marca 2002        |
| Załoga Enterprise zostaje podstępnie obezwładniona przez kosmicznych piratów. Przytomność zachowuje jedynie Trip, który jest teraz ostatnią nadzieją na przegonienie wielkouchych piratów i uratowanie okrętu przed kradzieżą. |     |                         |                           |                                       |                                                                   |                      |
| 20 | 20  | Oasis                   | Zapomniana załoga         | Jim Charleston                        | Rick Berman & Brannon Braga Stephen Black                         | 3 kwietnia 2002      |
| Podczas badania rozbitego na planecie statku, załoga Enterprise napotyka na obcych, którzy przeżyli tam pomimo niezwykle trudnych warunków. A może to duchy? |     |                         |                           |                                       |                                                                   |                      |
| 21 | 21  | Detained                | Więźniowie                | David Livingston                      | Rick Berman & Brannon Braga Mike Sussman & Phyllis Strong         | 24 kwietnia 2002     |
| Gdy Archer i Mayweather trafiają do tandarańskiego więzienia pełnego Suliban, muszą stawić czoła nie tylko swoim uprzedzeniom wobec gatunku, który sprawił im już tyle problemów, ale także mało sympatycznemu komendantowi więzienia. |     |                         |                           |                                       |                                                                   |                      |
| 22 | 22  | Vox Sola                | Pajęczyna                 | Roxann Dawson                         | Rick Berman & Brannon Braga Fred Dekker                           | 1 maja 2002          |
| Gdy obca, symbiotyczna forma życia chwyta kapitana i Tuckera, reszta załogi musi znaleźć sposób na uwolnienie oficerów, zanim zostaną wchłonięci przez stworzenie. Reed chce stwora zabić, Hoshi chce się z nim porozumieć. Decydujący głos ma T’Pol. |     |                         |                           |                                       |                                                                   |                      |
| 23 | 23  | Fallen Hero             | Tajemnica                 | Patrick Norris                        | Rick Berman & Brannon Braga Chris Black & Alan Cross              | 8 maja 2002          |
| Enterprise ma odebrać z planety Mazar wolkańską ambasador, która podobno dopuściła się poważnych nadużyć. |     |                         |                           |                                       |                                                                   |                      |
| 24 | 24  | Desert Crossing         | Ludzie pustyni            | David Straiton                        | Rick Berman & Brannon Braga André Bormanis & André Bormanis       | 1 maja 2002          |
| Czy samarytańska pomoc może prowadzić do kłopotów? Jak najbardziej. Przekonują się o tym Archer i Tucker, gdy w wyniku nieszczęśliwego zbiegu okoliczności lądują na gorącej pustyni. Bez wody... |     |                         |                           |                                       |                                                                   |                      |
| 25 | 25  | Two Days and Two Nights | Dwa Dni i Dwie Noce       | Michael Dorn                          | Rick Berman & Brannon Braga                                       | 15 maja 2002         |
| Wreszcie nadszedł czas upragnionego urlopu. Risa to ciepła i gościnna planeta, jednakże jak to zwykle bywa, urlop rzadko przebiega zgodnie z planem. Risa potrafi też być niebezpieczna. |     |                         |                           |                                       |                                                                   |                      |
| 26 | 26  | Shockwave Part 1        | Niewidzialny wróg Część 1 | Allan Kroeker                         | Rick Berman & Brannon Braga                                       | 22 maja 2002         |
| Załoga Enterprise powoduje przypadkowo zniszczenie badanej planety, więc Dowództwo Floty postanawia przerwać misję okrętu i skierować go na Ziemię. |     |                         |                           |                                       |                                                                   |                      |

## Sezon 2 (2002-2003)
| 27 | 1  | Shockwave (Part 2) | Niewidzialny wróg (Część 2) | Allan Kroeker         | Rick Berman & Brannon Braga       | 18 września 2002     |
| Kapitan Archer musi znaleźć sposób na powrót do swoich czasów, zaś reszta załogi Enterprise musi poradzić sobie z sulibańskim atakiem. |    |                    |                             |                       |                                   |                      |
| 28 | 2  | Carbon Creek       | Historia                    | James A. Contner      | Rick Berman & Brannon Braga & Dan | 25 września 2002     |
| T’Pol opowiada Tripowi i Archerowi historię małej grupy Wolkan, których statek rozbił się na Ziemi... w 1957 roku. |    |                    |                             |                       |                                   |                      |
| 29 | 3  | Minefield          | Pole minowe                 | James A. Contner      | John Shiban                       | 2 października 2002  |
| Załoga Enterprise nieumyślnie wlatuje w sam środek wrogiego pola minowego. Reed zostaje ranny i dosłownie „przykuty” do zewnętrznego pokładu podczas próby odczepienia jednej z min. W dodatku przybywają zamaskowane, obce statki z wyraźnie wrogimi zamiarami.                                                                                             |    |                    |                             |                       |                                   |                      |
| 30 | 4  | Dead Stop          | Stacja naprawcza            | Roxann Dawson         | Mike Sussman & Phylis Strong      | 9 października 2002  |
| Enterprise został niedawno uszkodzony, więc załoga musi skorzystać z automatycznej, obcej stacji naprawczej. Jednak cena za usługę może być wysoka. |    |                    |                             |                       |                                   |                      |
| 31 | 5  | A Night in Sickbay | Noc w Ambulatorium          | David Straiton        | Rick Berman & Brannon Braga       | 16 października 2002 |
| Portos zaczyna chorować, więc kapitan Archer przeprowadza się wraz z psem do ambulatorium, gdzie ma okazję dowiedzieć się więcej o doktorze Phloxie. |    |                    |                             |                       |                                   |                      |
| 32 | 6  | Marauders          | Maruderzy                   | Mike Vejar            | Rick Berman & Brannon Braga       | 30 października 2002 |
| Kapitan Archer i jego załoga wspomagają grupę górników w walce z nękającymi ich piratami. Wszystko mogłoby jednak być prostsze gdyby piratami nie okazali się Klingoni. Jednak dzielna załoga Enterprise nie poddaje się łatwo. |    |                    |                             |                       |                                   |                      |
| 33 | 7  | The Seventh        | Zbieg                       | David Livingston      | Rick Berman & Brannon Braga       | 6 listopada 2002     |
| T’Pol prosi załogę Enterprise o pomoc w wykonaniu misji zleconej przez Wolkańskie Dowództwo. Misji, która może okazać się bardziej problematyczna niż się zdaje. Chodzi bowiem o schwytanie dawnego wroga. |    |                    |                             |                       |                                   |                      |
| 34 | 8  | The Communicator   | Komunikator                 | James A. Contner      | Rick Berman & Brannon Braga       | 13 listopada 2002    |
| Porucznik Reed gubi swój komunikator podczas wyprawy na prymitywną planetę, co samo w sobie jest poważnym problemem. Jeszcze większe zaczynają się, gdy załoga próbuje odzyskać urządzenie. Jak poradzą sobie Archer i Reed w roli zmodyfikowanych genetycznie szpiegów?                                                                                     |    |                    |                             |                       |                                   |                      |
| 35 | 9  | Singularity        | Osobliwość                  | Patrick Norris        | Chris Black                       | 20 listopada 2002    |
| Enterprise zbliża się do czarnej dziury. W międzyczasie cała załoga zachowuje się coraz dziwniej. Zarówno kapitan jak i reszta oficerów przejawiają coraz bardziej widoczne oznaki obsesyjnego szaleństwa. Jedynie T’Pol zachowuje się normalnie. Czy jednak zdoła sama ocalić Enterprise?                                                                   |    |                    |                             |                       |                                   |                      |
| 36 | 10 | Vanishing Point    | Transporter                 | David Straiton        | Rick Berman & Brannon Braga       | 27 listopada 2002    |
| Konieczność szybkiego powrotu z misji na planecie zmusza Hoshi i Tuckera do skorzystania z transportera. Po tym zdarzeniu Hoshi wydaje się, że coś jest z nią nie w porządku. W dodatku coraz więcej osób zdaje się jej nie dostrzegać... |    |                    |                             |                       |                                   |                      |
| 37 | 11 | Precious Cargo     | Śpiąca królewna             | David Livingston      | Rick Berman & Brannon Braga       | 11 grudnia 2002      |
| Załoga przypadkowo napotkanego statku prosi o pomoc mechanika. Okazuje się jednak, że w jego ładowni przewożona jest zahibernowana piękna kobieta. Czy to właśnie ona będzie potrzebować pomocy dzielnego Charlesa Tuckera? |    |                    |                             |                       |                                   |                      |
| 38 | 12 | The Catwalk        | Korsarze                    | Mike Vejar            | Mike Sussman & Phyllis Strong     | 18 grudnia 2002      |
| Gdy nadciąga kosmiczna radioaktywna burza, cała załoga Enterprise musi na kilka dni schronić się w niewielkim szybie napędu warp. Okazuje się jednak, że w międzyczasie statek zostaje opanowany przez odpornych na promieniowanie obcych, których zamiarem jest przejęcie kontroli nad opuszczonym na pierwszy rzut oka okrętem.                            |    |                    |                             |                       |                                   |                      |
| 39 | 13 | Dawn               | Rozbitkowie                 | Roxann Dawson         | John Shiban                       | 8 stycznia 2003      |
| W czasie testowego lotu prom Tripa zostaje ostrzelany przez nieznany statek. Po awaryjnym lądowaniu na powierzchni pobliskiego księżyca Tucker stara się skontaktować z Enterprise. Okazuje się jednak, że niedaleko rozbił się również statek obcego. Obaj muszą współpracować, aby ocalić życia i mają na to niedużo czasu.                                |    |                    |                             |                       |                                   |                      |
| 40 | 14 | Stigma             | Choroba                     | David Livingston      | Rick Berman & Brannon Braga       | 5 lutego 2003        |
| Podczas gdy Enterprise odwiedza planetę, na której odbywa się międzyplanetarna konferencja medyczna, doktor Phlox próbuje uzyskać od Wolkańskiej delegacji informacje o pewnej nieuleczalnej chorobie. Nie może jednak zdradzić, że jego pacjentką jest T’Pol.                                                                                               |    |                    |                             |                       |                                   |                      |
| 41 | 15 | Cease Fire         | Rozejm                      | David Straiton        | Chris Black                       | 12 lutego 2003       |
| Kapitan Archer poproszony o mediacje pokojowe pomiędzy Wolkanami i Andorianami zostaje wciągnięty w intrygę, którą niektórzy próbują wykorzystać do wywołania wojny. |    |                    |                             |                       |                                   |                      |
| 42 | 16 | Future Tense       | Zagadka                     | James Whitmore Jr.    | Mike Sussman & Phyllis Strong     | 19 lutego 2003       |
| Załoga Enterprise przypadkiem odnajduje w przestrzeni niewielki lecz tajemniczy statek. Próbując rozwiązać jego zagadkę Enterprise staje się celem ataku dwóch wrogich sobie sił. Każda z nich próbuje za wszelką cenę zdobyć statek, który najprawdopodobniej skrywa tajemnicę Temporalnej Zimnej Wojny...                                                  |    |                    |                             |                       |                                   |                      |
| 43 | 17 | Canamar            | Kolonia karna               | James Whitmore Jr.    | Allan Koeker                      | 26 lutego 2003       |
| Opuszczając planetę Enolian, Archer i Tucker zostają pomyłkowo aresztowani i osadzeni w transporcie więźniów do karnej kolonii Canamar. Zanim udaje im się wyjaśnić pomyłkę wydarzenia komplikuje bunt więźniów. |    |                    |                             |                       |                                   |                      |
| 44 | 18 | The Crossing       | Opętani                     | David Livingston      | Rick Berman & Brannon Braga       | 2 kwietnia 2003      |
| Enterprise napotyka olbrzymi i potężny statek, którego zamiary są całkowicie nieznane. Niematerialni obcy pod pozorem eksploracji i badania wymieniają świadomości z członkami załogi. Jedynie doktor Phlox i T’Pol potrafią się obronić przed coraz bardziej natarczywymi obcymi.                                                                           |    |                    |                             |                       |                                   |                      |
| 45 | 19 | Judgment           | Wyrok                       | James L. Conway       | David A. Goodman                  | 9 kwietnia 2003      |
| Kapitan Archer staje przed klingońskim sądem oskarżony o spisek przeciwko Imperium. Kara może być tylko jedna ... Niespodziewanie Archer znajduje jednak sprzymierzeńca. |    |                    |                             |                       |                                   |                      |
| 46 | 20 | Horizon            | Rozjemca                    | James A. Contner      | André Bormanis                    | 16 kwietnia 2003     |
| Chorąży Mayweather wykorzystuje okazję i wybiera się na kilkudniowy urlop na frachtowiec swojej rodziny. Miłe spotkanie szybko przeradza się jednak w nieprzyjemny konflikt z bratem, w którym ostateczną stawką może być los całego statku i jego załogi...                                                                                                 |    |                    |                             |                       |                                   |                      |
| 47 | 21 | The Breach         | Konflikt interesów          | Robert Duncan McNeill | Chris Black & John Shiban         | 23 kwietnia 2003     |
| Enterprise zostaje poproszony o pomoc w ewakuacji grupy denobulańskich geologów z planety, która po zmianie rządów stała się niegościnna dla obcych. Tucker, Reed i Mayweather podejmują się akcji ratunkowej w podziemnym labiryncie jaskiń. Tymczasem doktor Phlox staje przed dylematem moralnym zakorzenionym głęboko w historii jego rodzinnego świata. |    |                    |                             |                       |                                   |                      |
| 48 | 22 | Cogenitor          | Katalizator                 | LeVar Burton          | Rick Berman & Brannon Braga       | 30 kwietnia 2003     |
| Podczas badania gwiazdy we wczesnym stadium supernowej, Enterprise napotyka okręt wysoce rozwiniętej ale przyjaznej cywilizacji Vissian. Gdy Archer wraz z Vissiańskim kapitanem wybierają się na „wycieczkę” do chromosfery gwiazdy, Trip stara się poznać osobnika trzeciej płci Vissian - cogenitora.                                                     |    |                    |                             |                       |                                   |                      |
| 49 | 23 | Regeneration       | Regeneracja                 | David Livingston      | Mike Sussman & Phyllis Strong     | 7 maja 2003          |
| Na Ziemi zostają odnalezione szczątki sfery Borg z „First Contact”. Przywrócone do życia dwa człony asymilują naukowców i odlatują zmodyfikowanym transporterem. Enterprise otrzymuje zadanie zatrzymania cyborgów. |    |                    |                             |                       |                                   |                      |
| 50 | 24 | First Flight       | Bariera światła             | LeVar Burton          | John Shiban & Chris Black         | 14 maja 2003         |
| Wiadomość o śmierci przyjaciela, kapitana A.G. Robinsona, sprawia, że Archer podczas misji badawczej opowiada T’Pol historię projektu NX i pierwszych prób Ziemian przekroczenia bariery Warp 2. |    |                    |                             |                       |                                   |                      |
| 51 | 25 | Bounty             | Łowca nagród                | Roxann Dawson         | Rick Berman & Brannon Braga       | 14 maja 2003         |
| Kapitan Archer zostaje uprowadzony przez Tellaryckiego „łowcę nagród”, który liczy na wysoką premię obiecaną przez Klingonów za schwytanie Archera. Załoga Enterprise próbuje odbić kapitana, lecz wszystko utrudnia niespodziewane pon farr u T’Pol. |    |                    |                             |                       |                                   |                      |
| 52 | 26 | The Expanse        | Zemsta                      | Allan Kroeker         | Rick Berman & Brannon Braga       | 21 maja 2003         |
| Po niszczycielskim ataku na Ziemie przez obcą sondą nieznanego pochodzenia, Enterprise zostaje wezwany i wysłany do Obszaru Delfickiego. |    |                    |                             |                       |                                   |                      |

## Sezon 3
1. The Xindi
2. Anomaly
3. Extinction
4. Rajiin
5. Impulse
6. Exile
7. The Shipment
8. Twilight
9. North Star
10. Similitude
11. Carpenter Street
12. Chosen Realm
13. Proving Ground
14. Stratagem
15. Harbinger
16. Doctor's Orders
17. Hatchery
18. Azati Prime
19. Damage
20. The Forgotten
21. E²
22. The Council
23. Countdown
24. Zero Hour

## Sezon 4
1. Storm Front 1
2. Storm Front 2
3. Home
4. Borderland
5. Cold Station 12
6. The Augments
7. The Forge
8. Awakening
9. Kir'Shara
10. Daedalus
11. Observer Effect
12. Babel One
13. United
14. The Aenar
15. Affliction
16. Divergence
17. Bound
18. In a Mirror, Darkly
19. In a Mirror, Darkly 2
20. Demons
21. Terra Prime
22. These Are the Voyages...